# Albert Namatjira
Albert Namatjira (ur. 28 lipca 1902 r. w Hermannsburg, zm. 8 sierpnia 1959 r. w Alice Springs) – australijski aborygeński malarz pejzażysta.

## Życiorys
Urodził się 28 lipca 1902 r. w luterańskiej misji w Hermannsburg koło Alice Springs w rodzinie Namatjiry i jego żony Ljukuty z ludu Arandów. Początkowo nosił imię Elea, które zmieniono, gdy jego rodzice przyjęli chrześcijaństwo i zmienili imiona na Jonathan i Emilie. Albert Namatjira uczęszczał do szkoły misyjnej w Hermannsburgu i mieszkał w szkolnym internacie. W wieku 13 lat spędził pół roku w buszu i przeszedł inicjację, po której został przyjęty do społeczności plemiennej, a potem studiował prawa i zwyczaje swojej społeczności. W wieku 17 lat poślubił Ilkalitę ze społeczności Luritja, z którą miał ósemkę dzieci. W 1923 r. wraz z rodziną wrócił do Hermannsburga, gdzie jego żona po chrzcie przyjęła imię Rubina. Parał się różnymi pracami, m.in. wytwarzał bumerangi i woomery, był kowalem, stolarzem i kowbojem.
Już w dzieciństwie szkicował otaczającą go rzeczywistość. Malarstwa nauczył się w latach 1930. w Hermannsburgu od australijskiego malarza Reksa Battarbee′ego, który odwiedził tę miejscowość w 1934 r. z malarzem Johnen Gardnerem i zorganizował dla miejscowych wystawę ich prac. Arandowie spotykali się dotąd tylko z ilustracjami biblijnymi i był to ich pierwszy kontakt z pejzażami przedstawiającymi ich rodzinny kraj. Namatjira towarzyszył potem Battarbee′emu na dwumiesięcznej wyprawie plenerowej w Macdonnell Ranges.
Battarbee był pod wrażeniem talentu Namatjiry i nauczył go malarstwa w stylu zachodnim. W następnym roku superintendent wspólnoty z Hermannsburg, pastor Friedrich Albrecht, pokazał jego malarstwo na luterańskiej konferencji w Nuriootpa, a Battarbee zaprezentował jego trzy akwarele na wystawie w Royal South Australian Society of Arts w Adelaidzie. W 1938 r. Battarbee pomógł mu zorganizować pierwszą wystawę w Melbourne, gdzie jego prace zostały wyprzedane w ciągu dwóch dni. Sukces wystawy zachęcił Namatjirę do wystawienia swoich prac w Adelaidzie i Sydney.
W latach 1940. jego prace stały się modne w całej Australii, a Namatjirze poświęcono biografię i film, zaś reprodukcje jego prac były obecne w domach w całym kraju. Komercyjny sukces jego twórczości przyniósł Namatjirze pieniądze, które zainwestował on w duże gospodarstwo hodujące bydło, ale ostatecznie inwestycja nie doszła do skutku jako niewykonalna w wybranej lokalizacji. Wkrótce potem Namatjira próbował zbudować dom w Alice Springs, ale okazało się to niemożliwe z powodu przepisów ograniczających prawa Aborygenów. Szukając innych sposobów utrzymania rodziny, odkrył złoża miedzi w Areyonga Reserve, ale okazały się one komercyjnie bezużyteczne.
W latach 1950. organizowano kolejne ekspozycje jego prac. W 1954 r. Namatjira został w Canberze przedstawiony królowej Elżbiecie II, która była fanką jego twórczości. W 1957 r. otrzymał australijskie obywatelstwo, chociaż wszystkim pozostałym Aborygenom przyznano je dopiero 12 lat później. Jako obywatel zyskał prawo zakupu alkoholu i swobodnego wstępu do hoteli, a także w odróżnieniu od innych Aborygenów otrzymał prawo wyborcze i możliwość swobodnego wyboru miejsca zamieszkania. Namatjira zgodnie z plemiennym prawem dzielił się alkoholem z innymi Arandami, za co został aresztowany w 1958 r., gdy w społeczności doszło do morderstwa. Namatjira nie zgadzał się z oskarżeniem i składał apelację, ale został skazany na karę dwóch miesięcy pozbawienia wolności. Mimo ułaskawienia podupadł na zdrowiu i zmarł w następnym roku, nie wracając już do malarstwa.
Jest jednym z najlepiej znanych australijskich artystów, a jego pejzaże stały się ikonicznymi synonimami australijskiego interioru. W swojej twórczości wyrażał związki z ziemią Arandów, ukazując zróżnicowane oblicza tego obszaru. Jego prace wystawia National Gallery of Australia, większość galerii stanowych, Museum Victoria i Araluen Arts Centre.
Zmarł 8 sierpnia 1959 r. w szpitalu w Alice Springs z powodu nadciśnieniowej niewydolności serca i został pochowany w obrządku luterańskim na miejscowym cmentarzu.